# Visconde de Alijó
Visconde de Alijó é um título nobiliárquico criado por D. Carlos I de Portugal, por Decreto de 4 de Julho de 1905, em favor de António Pinto de Magalhães.
Titulares
1. António Pinto de Magalhães, 1.º Visconde de Alijó;
2. António Augusto Teixeira Pinto de Magalhães, 2.º Visconde de Alijó.